# Det sista Äktenskapet
Det sista Äktenskapet (L'ultimo matrimonio) è un cortometraggio svedese di genere comico del 2021 scritto da Johan Holmström, diretto da Gustav Egerstedt, Johan Tappert e interpretato da Emma Molin e Christopher Wagelin.
Il film narra di come potrebbe essere vissuta una relazione matrimoniale durante un'apocalisse zombie.